# Artoria hospita
Artoria hospita là một loài nhện trong họ Lycosidae.
Loài này thuộc chi Artoria. Artoria hospita được Cor J. Vink miêu tả năm 2002.